# Thymus dzalindensis
Thymus dzalindensis là một loài thực vật có hoa trong họ Hoa môi. Loài này được Prob. miêu tả khoa học đầu tiên năm 1995.